# Ib Thyregod
Ib Thyregod (født 29. juli 1921 i København, død 26. januar 2020 i Brønshøj) er en dansk jurist og højesteretssagfører.
Ib Thyregod er søn af forfatterne Rose (f. Hansen, navneskift til Harrel i 1901; 1888-1986) og Oskar Thyregod (1875-1944). Han blev student fra Gentofte Statsskole i 1939, cand.jur. i 1945 og fra 1949 gift med Kirsten. I 1957 blev han landets yngste beskikkede højesteretssagfører.
Ib Thyregod var medlem af Københavns Borgerrepræsentation 1958-61 for partiet Venstre og af Folketinget 1960-71. Han deltog som folketingsvalgt dommer i rigsretssagen mod fhv. justitsminister Erik Ninn-Hansen (Tamilsagen) som kørte mellem 1993 og 1995. Han er æresmedlem i Foreningen Grønlandske Børn, hvis formand han var fra 1969 i 26 år.
Han var advokat hos Thyregod Advokater, København indtil januar 2011.
Han har været gift med Kirsten Thyregod i over 70 år. Ib Thyregod blev den sidste, der bar titlen højesteretssagfører.[kilde mangler]
I 1971 blev Thyregod ridder af Dannebrog og af 1. grad fra 1980. Desuden modtog han Dansk Røde Kors' fortjenst- og hæderstegn.
Han blev begravet på Skovvejskirkens kirkegård i Ballerup.